# Meng-čou
Meng-čou (čínsky pchin-jinem Mèngzhōu, znaky 孟州) je městský okres ležící na východě městské prefektury Ťiao-cuo na severním břehu Žluté řeky v severní části provincie Che-nan Čínské lidové republiky. Rozloha okresu je 410 km², roku 2010 měl 367 113 obyvatel.

## Historie
Na území dnešního okresu Meng-čou v dobách říše Chan (2. století př. n. l. – 3. století n. l.)  okres Che-jang (河阳), za vlády Wang Manga (9–23 n. l.) přejmenovaný na Che-tching. Úřady státu Východní Wej (534–550) na obou březích Žluté řeky postavily pevnosti, bránící wejskou metropoli Luo-jang z východu a oblast dostala název „Chejangské tři pevnosti“ (Che-jang san-čcheng). Ve státu Severní Čchi (550–577) byl místo okresu zřízen vojenský obvod. Roku 598, již za říše Suej, byl okres Che-jang obnoven, roku 618 jej tchangská vláda přejmenovala na Ta-ťi (大基), roku 620 byl z něho vydělen okres Ku-tan (谷旦) a roku 625 vráceno jméno Che-jang. Od roku 674 okres znovu nesl jméno Ta-ťi, ale roku 712 (kvůli shodě se jménem císaře Süan-cunga, jehož vlastní jméno bylo Li Lung-ťi) byl opět přejmenován na Che-jang.
Roku 843 vznikl kraj Meng-čou zahrnující několik okresů, se sídlem v Che-jangu. Roku 1377 byl okres Che-jang zrušen a kraj Meng-čou reorganizován v okres Meng.
Po roce 1949 okres spadal pod oblast (později prefekturu) Sin-siang, roku 1978 byl z okresu vydělen okres Ťi-li. Roku 1986 okres Meng přešel pod správu městské prefektury Ťiao-cuo a roku 1996 byl reorganizován v městský okres Meng-čou.